# Pedro Altán
Pedro Manuel Alejandro Altán Hernández (ur. 4 czerwca 1997 w mieście Gwatemala) – gwatemalski piłkarz występujący na pozycji ofensywnego pomocnika, reprezentant Gwatemali, od 2021 roku zawodnik Municipalu.